# جو فتيريلي
جو فتيريلي (بالإنجليزية: Joe Viterelli)‏ هو ممثل أمريكي، ولد في 10 مارس 1937 بذا برونكس في الولايات المتحدة، وتوفي في 28 يناير 2004 بلاس فيغاس في الولايات المتحدة. بدأ مشواره المهني سنة 1990.

## أعمال

### أفلام
- (1994) رصاص في برودواي[4][5]
- (1996) ماحي[6]
- (1998) مافيا!
- (1999) حلل هذه[7]
- (2001) هال السطحي[8]

## وصلات خارجية
- جو فتيريلي على موقع IMDb (الإنجليزية)
- جو فتيريلي على موقع أول موفي (الإنجليزية)
- جو فتيريلي على موقع قاعدة بيانات الأفلام السويدية (السويدية)
- جو فتيريلي على موقع إن إن دي بي (الإنجليزية)
- جو فتيريلي على موقع قاعدة بيانات الفيلم (الإنجليزية)